# هربرت هانتينغدون
هربرت هانتينغدون (1898 – 1969) هو مبارز بالسيف من المملكة المتحدة راحل، مثّل بلاده في الألعاب الأولمبية الصيفية 1920.

## روابط رياضية
هربرت هانتينغدون على موقع أوليمبيديا (الإنجليزية)
- هربرت هانتينغدون على موقع اللجنة الأولمبية البريطانية (الإنجليزية)